# Опіум (гурт)
«Опіум» — український рок-гурт, що виник в 1997 році, яскравий представник мелодійного ліричного року. Творчість гурту вирізняється характерними філософськими текстами пісень.

## Трохи історії

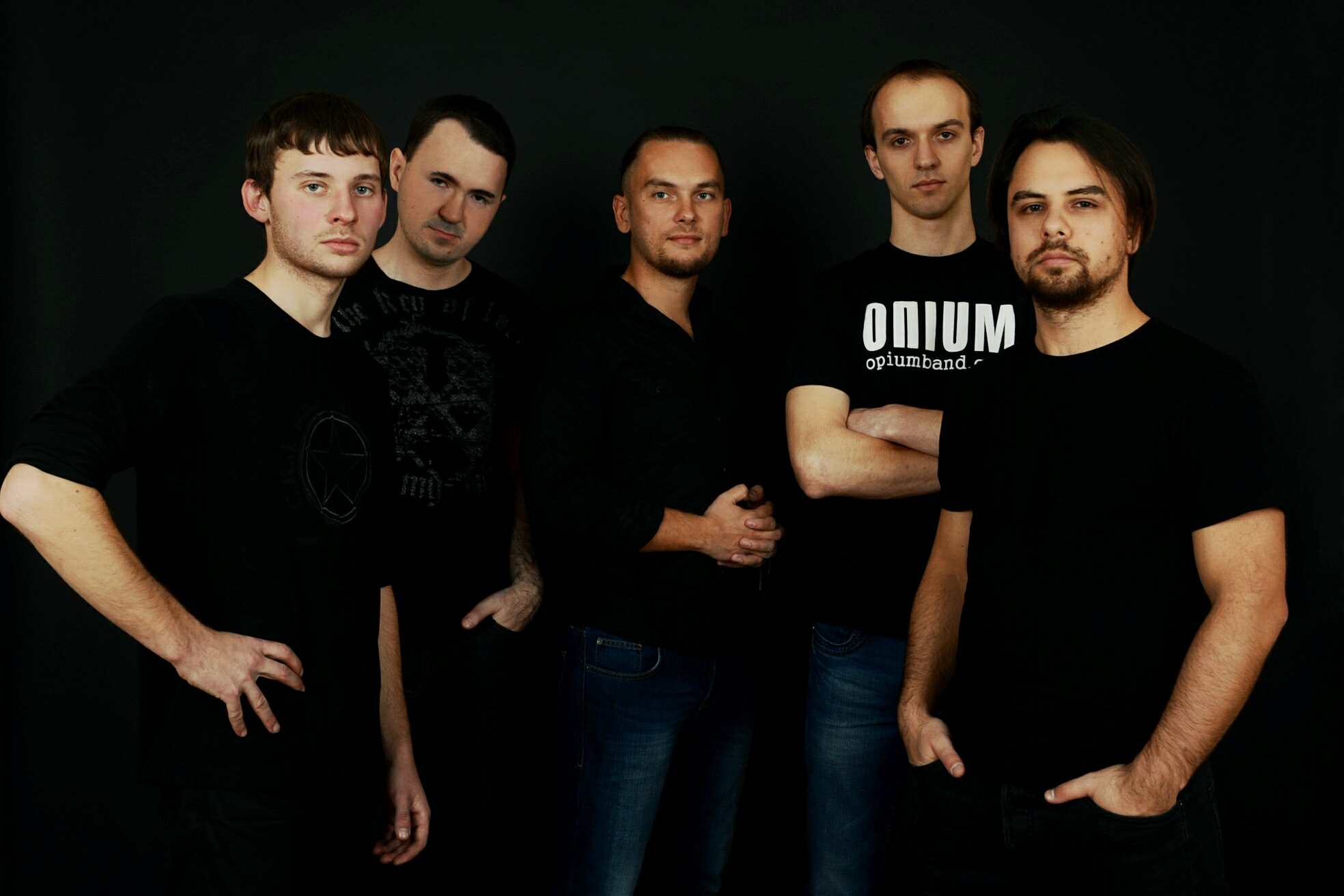
«Опіум» (зліва направо): Остап Ільчишин, Володимир Котляров, Олександр Іващук, Сергій Сердюк, Антон Мінчук

Перший склад проіснував до 1999 року. В нього входили: Юрій Ребрина, Андрій Ребрина, Олександр Іващук, Андрій «Кабак» Єлістратов. За час існування було здійснено спробу створити альбом «Ангельська душа».
З 2001 почав формуватися другий склад гурту: Олександр Іващук, Максим Шурпета, Степан Кухмістр, Ростислав Якуц. Деколи в нього приєднувались і інші музиканти. Також була здійснена спроба створити альбом під назвою «Анатомія Болю».
Третій склад гурту утворився у липні 2006 року.
До липня 2007 в гурті працював ударник Тарас Басараб. До жовтня 2011 в гурті відпрацював басист Юрій Баковський. До липня 2012 в гурті працював басист Святослав Четиркін. До серпня 2013 в гурті працював клавішник Ярослав Швед.
Роман Кучерак, що працював з гуртом до вересня 2013 року, залишається почесним членом колективу. Віолончеліст Володимир Котляров працював з гуртом до 2014 року.
Сьогодні гурт «Опіум» це:
- Олександр Іващук — вокал, гітара
- Сергій Сердюк — бас
- Антон Мінчук — барабани, перкусія
- Остап Ільчишин — гітара
- Христина Шпек — скрипка (сесійно)
- Володимир Котляров — віолончель (сесійно)

## Дискографія

Обкладинка альбому «Опіум — Молися на мене (2009)»

Обкладинка альбому «Опіум — Почуття і медалі (2014)»

Обкладинка синглу «Опіум — Трек 1. Трек 2 (2015)»

«Молися на мене» (2009)
21 квітня 2009 р., дякуючи перемозі у конкурсі «MuzDJUICE», гурт випустив свій перший повноцінний альбом «Молися На Мене»:
1. Дощем і піском
2. Брат
3. Дотики
4. Не потрібна нікому вона
5. Непробачена
6. Анатомія болю
7. Я повернусь
8. Молися на мене
9. Сьогодні я
10. Ті що люблять рок

«Новорічна» (2009)
Наприкінці 2009 р. Опіум'и випустили сингл «Новорічна»:
1. Новорічна

«Іржа» (2011)
1 березня 2011 р. гурт виклав в мережу сингл «Іржа», що був промоцією нової платівки музикантів:
1. Венера Мілоська
2. Іржа

«Ти живеш у мені» (2013)
5 квітня 2013 р. гурт оприлюднив відеокліп «Ти живеш у мені», водночас виклавши у вільний доступ пісню:
1. Ти Живеш У Мені

«Почуття і медалі» (2014)
9 травня 2014 р. побачив світ другий студійний альбом гурту «Почуття і медалі», який гурт виклав для вільного завантаження на своєму офіційному сайті. Водночас платівку можна придбати на CD, а у електронному вигляді на сервісі iTunes:
1. Гарний час для початку
2. Мама я рок-н-ролл
3. Візи для птахів
4. Не віддам
5. Камо грядеш
6. По стерні
7. Ти знаєш сама
8. Венера Мілоська
9. Іржа
10. Було
11. Сонечко
12. Зодіаки
13. Ти живеш у мені

«Трек 1. Трек 2» (2015)
2 червня 2015 р. гурт виклав на своєму офіційному сайті два інструментальних треки:
1. Трек 1
2. Трек 2

«Ласкаво просимо в клуб» (2016)
29 березня 2016 р. гурт оприлюднив сингл «Ласкаво просимо в клуб» («Л. П.В. К.»):
1. Ласкаво просимо в клуб

## Відеокліпи
«Молися На Мене» (2009)
У 2009 році гурт презентував відеокліп на пісню «Молися На Мене» (режисер: Юрій Добрусь).
«Було» (2012)
В травні 2012 року вийшов відеокліп на композицію «Було» (режисер: Юрій Русиняк, Дмитро Шацький).
«Ти Живеш У Мені» (2013)
Реліз кліпу «Ти Живеш У Мені» відбувся 5 квітня 2013 року (режисер: Дмитро Шацький, Юрій Русиняк).

## Сценічні виступи
Основні виступи з 2006 року: святкування 750-річчя Львова, фестивалі «Наш Формат», «Підкамінь — 2007», «Івана Купала — 2007» (Свірж), «Бойківська Ватра — 2008», «Lemberg Extreme Fest — 2009», «Чернігівське Rocks Львів — 2009», «Підкамінь — 2009», «Рурисько — 2011», «Республіка — 2014» та багато інших; а також різноманітні святкування Днів Міст, виступає в різних клубах, та бере участь в різноманітних акціях…